# Heinrich Kaminski
Heinrich Kaminski (Waldshut-Tiengen, 4 luglio 1886 – Ried, 14 giugno 1946) è stato un compositore tedesco.

## Biografia

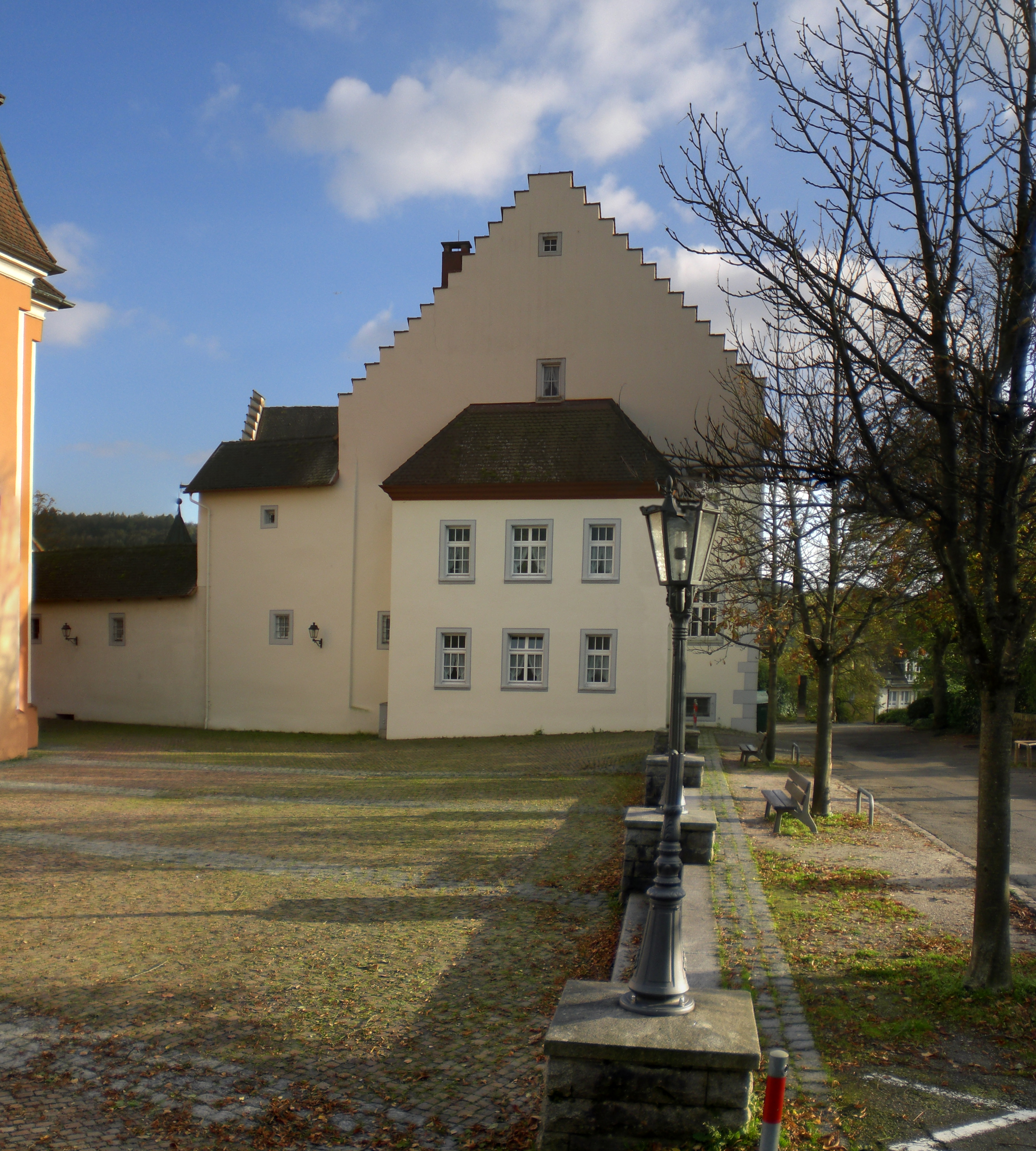
Luogo di nascita di Kaminski: Castello di Tiengen, lato nord

Proveniva da una famiglia cattolica-ebraica; figlio del pastore cattolico Paul Kaminski, originario della Polonia, e della cantante lirica Mathilde Barro di Heidelberg.
Dopo la laurea, per un breve periodo, lavorò come impiegato di banca prima di trasferirsi, nel 1906, ad Heidelberg per studiare scienze politiche.
Dopo l'incontro con Martha Warburg, che riconobbe il suo talento musicale e divenne per lui mentore e patrocinatrice, la musica divenne il motivo conduttore della sua vita.
Ricevette le prime lezioni di pianoforte da Johanna Elspermann e studiò teoria musicale dal 1907 e musica sacra protestante con Philipp Wolfrum.
Nel 1909 si spostò a Berlino per studiare musica nel Conservatorio di Sternsche, sotto la guida di Wilhelm Klatte, Hugo Kaun, Paul Joun per la composizione, oltreché di Severin Eisenberger per il pianoforte.
Durante questo periodo scrisse le sue prime composizioni, il Quartetto in La minore per pianoforte, clarinetto, viola e violoncello op.1b (1912) e il Quartetto d'archi in Fa maggiore (1913).
Nel 1914 divenne insegnante di pianoforte a Benediktbeuern e strinse amicizia, tra gli altri, con i pittori Emil Nolde e Franz Marc, alla cui moglie diede lezioni di pianoforte.
Durante la prima guerra mondiale fu molto attivo come  maestro di composizione e di coro; nel 1916 sposò Friederike Jopp (da lui denominata "Elfriede"), una cantante di uno dei suoi cori di Monaco di Baviera.
Successivamente si trasferì a Berlino dove conseguì la cattedra presso l'Accademia delle arti prussiane, succedendo ad Hans Pfitzner. I suoi allievi più importanti furono Carl Orff, Heinz Schubert e Reinhard Schwarz-Schilling.
La musica di Kaminski fu inizialmente accolta positivamente dallo stato nazista, e difatti il 24 maggio 1937 un suo Quartetto d'archi fu presentato in anteprima nell'ambito del Reich Music Festival.
Però l'anno seguente, a causa delle sue origini ebraiche e della persecuzione razziale, fu classificato  come "mezzo-giudeo" e questo gli costò il normale proseguimento del lavoro costringendolo alla fuga, dapprima verso la Francia e in un secondo tempo verso la Svizzera. Negli anni che vanno dal 1939 ed il 1945 perse tre figli e lui stesso morì nel 1946 in Baviera.
Tra le sue composizioni, ricordiamo: musica corale (Mottetti, Salmi, Corali, Passions Musik, Magnificat); musica da camera (Quartetto per archi, Quintetto per archi, per clarinetto, corno, violino, viola e cello); musica per orchestra (Concerto Grosso, doppia orchestra); il dramma con musica Jürg Jenatsch.

## Opere principali

### Opere liriche
- Jürg Jenatsch, in 3 atti, 1927;
- Das Spiel vom König Aphelius, in 5 atti, un preludio, un epilogo, 1946;

### Musica corale
- Der 130. Psalm, mottetto per coro misto a cappella, 1912;
- Der 69. Psalm,  per tenore, coro di ragazzi, coro misto e orchestra, 1914;
- 6 corali per coro misto a cappella, 1915;
- O Herre Gott, mottetto per coro misto e organo ad libitum, 1918;
- Introitus und Hymnus, per soprano, contralto, baritono, violino, viola, violoncello, piccolo coro misto e orchestra, 1920;
- Musik zur Passion, per coro misto a cappella, 1920;
- 3 poesie di Joseph Freiherr von Eichendorff per coro maschile e strumenti, 1924;
- Magnificat, per soprano, viola e orchestra, 1925;
- Der Mensch, mottetto in memoria di Matthias Claudius, per alto e coro misto a cappella, 1926;
- Der Mensch, prologo per voce, coro e orchestra,  1926;
- Die Erde, mottetto dedicato a Zarathustra, per coro misto a cappella, 1929;
- Die Messe deutsch, per coro misto a cappella, 1934;

### Canzoni
- 3 Cantiques Bretons, per voce e pianoforte, 1923;
- 3 canzoni sacre, per voce, violino e clarinetto, 1923;
- Triptychon, per alto o baritono e organo, 1930;

### Musica per orchestra
- Concerto grosso, 1923;
- Werk für Streichorchester, 1927;
- Dorische Musik, 1934;
- Orchesterkonzert per piano, 1936;
- In Memoriam Gabrielae, per violino e contralto, 1940;
- Tanzdrama, 1942;

### Musica da camera
- Quartetto per pianoforte, clarinetto, viola e violoncello in la minore op. 1b, 1912;
- Quartetto d'archi in fa maggiore, 1913;
- Quartetto d'archi in fa minore, 1916;
- Canzone, per violino e organo, (1916);
- Quintetto per clarinetto, corno, violino, viola e violoncello, 1925;
- Preludio e Fuga per violino e organo, 1929;
- Musica per 2 violini e clavicembalo, 1930;
- Preludio e Fuga per Viola, 1932;
- Musica per violoncello e piano, 1935;
- Concerto per violino e pianoforte, 1940;

### Musica per organo
- Toccata sul corale Quanto è bella la stella del mattino, 1923;
- Choralsonate, 1925;
- 3 Preludi corali, 1930;
- Toccata e fuga in do maggiore, 1939;
- Corale Meine Seel ist stille, 1940;